# Eric Donald Hirsch
Eric Donald Hirsch, Jr. (Memphis, 22 marzo 1928) è un educatore e critico letterario statunitense.
Attualmente in pensione, è stato fino a poco tempo fa professore emerito di Inglese all'Università della Virginia. Egli è conosciuto soprattutto per i suoi scritti sulla competenza culturale.

## Vita e opere

### Istruzione e primi anni di vita
Hirsch è nato e cresciuto a Memphis, Tennessee. Figlio di un ricco commerciante di cotone di origine ebraica, ha frequentato la Todd School a Woodstock, Illinois, studiando poi Inglese presso la Cornell University (B.A., 1950), e la Yale University (Ph.D., 1957) dove è stato membro onorario della Manuscript Society.

### I Romantici
Hirsch ha iniziato la propria carriera accademica come professore di Inglese e studioso dei poeti romantici. Il suo primo libro, Wordsworth e Schelling (1960), è adattato dalla sua tesi di Yale sulla mentalità Romantica o "Entusiastica". Il suo secondo libro, Innocence and Experience (1964), è una monografia su William Blake. Hirsch ha sostenuto, contro Northrop Frye e Harold Bloom, che la prospettiva di Blake è cambiata notevolmente dal momento in cui scrisse i Canti dell'innocenza fino a quello in cui scrisse i Canti dell'esperienza, e che questi ultimi rappresentano una risposta al precedente lavoro e una satira delle sue vedute giovanili. Al libro è stato assegnato il Premio Explicator ma la sua tesi ha suscitato critiche da parte degli studiosi di Blake che hanno seguito l'esempio di Frye nel proporre interpretazioni sistematiche di un Blake più o meno statico.

### Ermeneutica
La successiva fase della carriera di Hirsch è centrata su questioni di interpretazione letteraria e di ermeneutica. I suoi libri Validity in Interpretation (1967) e The Aims of Interpretation (1976) sostengono che l'intenzione dell'autore deve essere l'ultimo determinante del significato. A Yale, Hirsch ha studiato e insegnato a fianco di eminenti esponenti del "New Criticism", tra cui Cleanth Brooks e W. K. Wimsatt. Le sue opere ermeneutiche rappresentano una reazione contro i concetti del New Criticism, in quel tempo onnipresenti, e in particolare contro l'idea che i testi debbano essere visti come oggetti autonomi, senza riferimento alla intenzione dell'autore.
Hirsch ha anche contestato l'ermeneutica heideggeriana di Gadamer, il concetto della "morte dell'autore" di Barthes e il decostruzionismo di Derrida. Nel suo lavoro ermeneutico, Hirsch ha attinto copiosamente dalla filosofia tedesca, in particolare dalle idee di Schleiermacher, Dilthey e Husserl. Ha diffuso la distinzione tra "significato" (come inteso dall'autore) e "senso" (come percepita da un lettore o un critico), sostenendo la possibilità di una conoscenza oggettiva nelle scienze umane e sociali. I lavori ermeneutici di Hirsch sono controversi, e la sua difesa dell'intenzione autoriale rimane una posizione minoritaria in ambito accademico, anche se ampiamente citata. Validity in Interpretation (trad. it. Teoria dell'interpretazione e critica letteraria, Bologna, Il Mulino, 1973) è rimasto costantemente in stampa per più di 40 anni ed è stato tradotto in tedesco, italiano, ungherese e serbo-croato.

### Composizione
Alla fine degli anni sessanta Hirsch si trasferì da Yale all'Università della Virginia, dove divenne presidente di reparto e capo del programma di composizione. Nel 1977 ha pubblicato The Philosophy of Composition, un'indagine sulla questione di ciò che rende la scrittura più o meno leggibile. Il tema chiave del lavoro è il concetto di relativa leggibilità. Hirsch sostiene che la leggibilità deve essere valutata rispetto alle "intenzioni semantiche" dello scrittore. Un testo è più leggibile di un altro se trasmette la stessa intenzione semantica (cioè il significato) in modo più breve e chiaro, così da richiedere un minore sforzo da parte del lettore. Scopo dell'insegnamento della composizione, secondo Hirsch, è trovare modi di trasmettere lo stesso significato in modo più chiaro, efficace ed efficiente. Il libro è stato ampiamente rivisto ed è alquanto controverso.

### Dalla composizione alla competenza culturale
Il lavoro  sulla composizione ha portato a un cambiamento radicale nella carriera di Hirsch. Durante la fine degli anni '70, mentre forniva dei testi a due colleghi di università, si rese conto che, sebbene la leggibilità sia un fattore importante nel determinare la velocità di assorbimento e comprensione di un testo, una condizione ancora più importante è il possesso o la mancanza, nel lettore, di rilevanti conoscenze di base. Mentre gli studenti della University of Virginia furono in grado di capire un passaggio su Ulysses S. Grant e Robert E. Lee, quelli del Community College di Richmond ebbero difficoltà con lo stesso brano, a quanto pare perché non avevano una conoscenza di base della Guerra Civile Americana. Questa e altre scoperte hanno portato Hirsch a formulare il concetto di competenza culturale (cultural literacy) - l'idea che la comprensione della lettura richiede non solo una capacità di decodifica formale, ma anche un'ampia conoscenza di base. Egli ne concluse che le scuole non dovrebbero essere neutrali su ciò che viene insegnato, ma dovrebbero insegnare in modo da permettere ai bambini di comprendere le cose che gli scrittori tendono a dare per scontate.
Il concetto di competenza culturale è stato inizialmente adombrato in un articolo dal titolo Culture and Literacy, pubblicato nel Journal of Basic Writing. Nel 1983 lo studioso statunitense ha pubblicato l'articolo Cultural Literacy in The American Scholar. Il suo libro monografico sull'argomento è: Cultural Literacy: What Every American Needs To Know, pubblicato nel 1987.

### Competenza culturale
Il libro Cultural Literacy è stato ampiamente rivisto ed è diventato un best seller, salendo al numero 2 sul New York Times tra i libri più venduti di saggistica, proprio alle spalle de La chiusura della mente americana di Allan Bloom, con il quale è stato spesso messo a confronto nelle recensioni. In appendice al libro figura una lunga lista di nomi, date, luoghi, parole, ecc., che Hirsch e i suoi collaboratori ritenevano ciascun americano dovesse conoscere. Anche se di orientamento liberale, Hirsch è stato accusato di essere un neo-conservatore e un difensore del conservatorismo. Le sue teorie sono state criticate perché poco sensibili alle differenze negli stili di apprendimento e non adeguatamente comprensive dei contributi afro-americani o di altre minoranze etniche della cultura americana.

### Competenza culturale e conoscenza di base
Hirsch ha fondato il Core Knowledge Foundation nel 1986 e ha pubblicato il Dictionary of Cultural Literacy nel 1988.
The Core Knowledge Sequence e The Core Knowledge Preschool Sequence forniscono le informazioni che Hirsch e i soci del Core Knowledge Foundation credono dovrebbero essere insegnate in ogni grado di istruzione. Il Core Conoscenza Sequence è stato rivisto più volte ed è disponibile on-line gratuitamente.
A partire dal 1990 Hirsch ha iniziato la pubblicazione dei libri del Core Knowledge Sequence. Ogni libro si concentra sui contenuti che dovrebbero essere insegnati a ogni particolare livello di grado elementare. Attualmente ci sono otto libri in stampa. Nel 2011 è stata pubblicata in Gran Bretagna una versione  on-line.
Nel 1996 Hirsch ha pubblicato The Schools We Need and Why We Don't Have Them, nel quale critica le teorie dell'istruzione prevalenti in America, causa a suo dire del poco brillante rendimento scolastico degli studenti statunitensi, ma anche dell'aumento delle disuguaglianze di classe e di razza. Hirsch interpreta il fulcro della teoria educativa americana come un modello che cerca di dare agli studenti degli strumenti intellettuali come "la capacità di pensiero critico" , ma che finisce per denigrare l'insegnamento di qualsiasi contenuto effettivo, etichettandolo come "mero apprendimento meccanico". Hirsch afferma che è questo atteggiamento che impedisce lo sviluppo di studenti consapevoli e competenti.

### Opere recenti
Nel 2006 Hirsch ha pubblicato The Knowledge Deficit, in cui ha continuato il discorso sulla competenza culturale. I risultati deludenti nei test di lettura, a parere di Hirsch, può essere fatta risalire ad un deficit di conoscenza che impedisce agli studenti di dare un senso a ciò che leggono.
Il suo libro più recente è The Making of Americans; Democracy and Our Schools (2009), in cui sostiene che la vera missione della scuola è di preparare i cittadini alla partecipazione democratica, abbracciando un comune percorso di conoscenze ricco di contenuti, in contrasto con l'attuale approccio privo di contenuti. Egli lamenta 60 anni di studi scolastici senza un programma adeguato a causa dell'approccio anti-curriculum sostenuto da John Dewey e altri educatori progressisti.

### I riconoscimenti
Hirsch ha ricevuto diverse borse di studio e riconoscimenti, tra cui il Fulbright Fellowship (1955), il Morse Fellowship (1960), il Guggenheim Fellowship (1964), il Premio Explicator (1965), la NEA Fellowship (1970), il NEH senior Fellowship (1971-1971), il Wesleyan University Center for the Humanities Fellowship (1973), il Princeton University Fellowship in the Humanities (1977), e il Center for Advanced Study in the Behavioral Sciences Fellowship alla Stanford University (1980–81).
Ha ricevuto lauree honoris causa dal Rhodes College e dal Williams College.
È un membro dell'Accademia Americana delle Arti e delle Scienze, membro del Consiglio dell'Albert Shanker Institute. Vive a Charlottesville, in Virginia.

## Opere
- Wordsworth and Schelling (1960)
- Innocence and Experience: An Introduction to Blake (1964)
- Validity in Interpretation (1967)
- The Aims of Interpretation (1976)
- The Philosophy of Composition (1981)
- Cultural Literacy: What Every American Needs to Know (1987)
- The Dictionary of Cultural Literacy (1988)
- The Schools We Need: And Why We Don't Have Them (1996)
- The Validity of Allegory, in "Convegno internazionale sul tema ermeneutica e critica: Roma 7-8 ottobre 1996". Roma: Accademia nazionale dei Lincei, 1998.
- The New Dictionary of Cultural Literacy: What Every American Needs to Know by E. D. Hirsch, Joseph F. Kett and James Trefil (2002)
- The Knowledge Deficit: Closing the Shocking Education Gap for American Children (2006)
- The Making of Americans: Democracy and Our Schools (2010).

## Critica
- The Schools Our Children Deserve by Alfie Kohn
- Critical Literacy by Eugene Provenzo, Jr.
- Literacies of Power by Donoldo Macedo.
- Kaufer, David S. (Winter 1989). "Cultural Literacy: A Critique of Hirsch and an Alternative Theory". ADE Bulletin. Retrieved 2006-09-21.[dead link]

## Riferimenti
1. ^ The Dictionary of Cultural Literacy
2. ^ The Core Knowledge Sequence
3. ^ The UK Core Knowledge Sequence
4. ^ The official partnership in the UK
5. ^ https://www.telegraph.co.uk/education/educationopinion/9973999/Sorry-NUT-Goves-history-reforms-are-no-pub-quiz.html
6. ^ http://www.guardian.co.uk/commentisfree/2013/mar/29/michael-gove-teachers
7. ^ http://blogs.spectator.co.uk/coffeehouse/2013/04/michael-goves-planned-national-curriculum-is-designed-to-renew-teaching-as-a-vocation/ Archiviato il 5 novembre 2013 in Internet Archive.
8. ^ https://www.telegraph.co.uk/education/9944293/Michael-Goves-critics-are-afraid-of-change.html